# Бетанкур, Джон Грегори
Джон Грегори Бетанкур (англ. John Gregory Betancourt; родился в 1963 в Миссури) — автор научно-фантастических, фэнтэзийных и детективных новелл и рассказов.
Он является автором многих новелл, посвящённых Стар Треку, а также новой серии приквелов к Хроники Амбера.

## Биография
Джон Грегори Бетанкур родился в 1963 году в Миссури (США), в семье археолога и преподавательницы английского языка. Детство провел в Европе, жил в основном в Греции, был также в Италии, Франции, Англии, Турции, Испании и Марокко. Имеет степень бакалавра искусств в области телекоммуникаций — окончил школу радио, телевидения и кино при университете Темпл. Первый рассказ, «Дракон Вернона», продал издателям в 16 лет, а в 19 лет опубликовал первый роман — «Слепой лучник». Во время учебы в колледже был помощником редактора журнала «Amazing Stories», затем выступал как соредактор и издатель возобновленного журнала «Weird Tales». Впоследствии сотрудничал со многими издательствами, был совладельцем литературного агентства. С 1991 года работал редактором в издательстве «Byron Preiss Visual Publications», с 1999 года — в «Wildside Press», совладельцем которого является. Опубликовал ряд рассказов и крупных произведений в жанре фантастики и фэнтези, в том числе — различных книжных сериалов, писал для детей. В 2003 году приобрел известность с оттенком скандальности, когда выступил как сочинитель приквелов-продолжений знаменитого Янтарного цикла («Хроники Амбера») Роджера Желязны: по сообщениям вдовы создателя мира Амбера и его друзей, мэтр к «новоделам» никакого отношения не имеет.